# Anselm Schubert
Anselm Schubert (* 1969) ist ein deutscher Theologe und Lehrstuhlinhaber für Kirchengeschichte an der Universität Erlangen-Nürnberg.

## Leben
Anselm Schubert wuchs in Mülheim an der Ruhr auf. Er studierte Evangelische Theologie und Germanistik an den Universitäten Marburg und Tübingen, erwarb 1994 einen M.A. in Theologie in Durham und 1997 das Staatsexamen in Bayern. Im Jahr 2000 wurde er an der Universität München promoviert. Er war danach wissenschaftlicher Assistent an der Universität Göttingen. 2007 habilitierte er sich in Göttingen für das Fach Kirchengeschichte. Von 2010 bis 2012 hatte er eine Professur für Evangelische Theologie und Kulturgeschichte des Christentums an der Universität Erfurt. Seither hat er eine Professur für Neuere Kirchengeschichte an der Universität Erlangen-Nürnberg. Schubert forschte unter anderem zum Täufertum, zur Geschichte der jüdisch-christlichen Beziehungen und zur Kirchen- und Kulturgeschichte des 19. Jahrhunderts.

## Schriften (Auswahl)

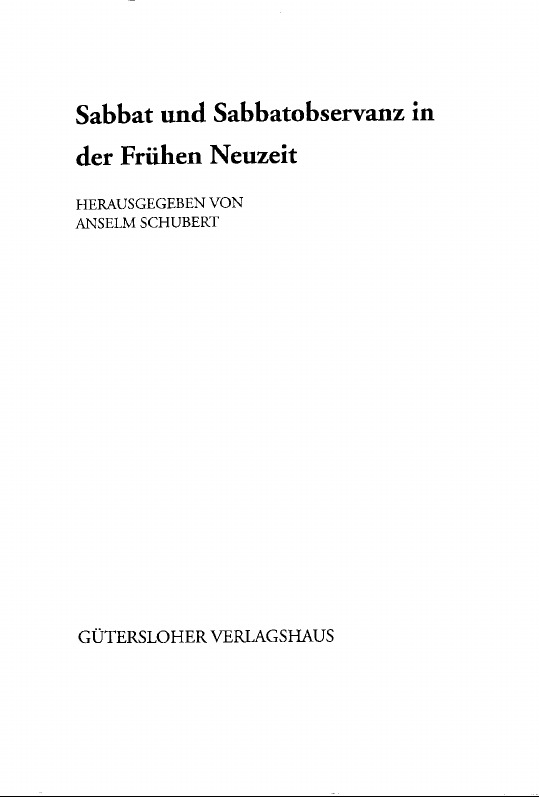
Sabbat (2016)

- Das Ende der Sünde: Anthropologie und Erbsünde zwischen Reformation und Aufklärung. Göttingen: Vandenhoeck und Ruprecht, 2002, ISBN 978-3-525-55192-9 Zugl.: München, Univ., Diss., 2000.
- Täufertum und Kabbalah. Augustin Bader und die Grenzen der Radikalen Reformation. Gütersloh 2008, ISBN 978-3-579-05372-1 Zugl.: Göttingen, Univ., Habil.-Schr., 2007.
- Christliche Klassik. Friedrich Wilhelm III. und die Anfänge der Preußischen Kirchenagende von 1822, in; ZKG Vol. 119, 2008, S. 178 ff.
- Libertas Disputandi. Luther und die Leipziger Disputation als akademisches Streitgespräch, in: ZThK Vol. 105, 2008, S. 411 ff.
- (Hrsg.): Grenzen des Täufertums: neue Forschungen; Beiträge der Konferenz in Göttingen vom 23. – 27. August 2006 = Boundaries of anabaptism. Gütersloh: Gütersloher Verlagshaus, 2009, ISBN 978-3-579-05765-1.
- (Hrsg.): Sabbat und Sabbatobservanz in der Frühen Neuzeit.  Gütersloh: Gütersloher Verlagshaus, 2016, ISBN 978-3-579-05997-6.
- Gott essen: eine kulinarische Geschichte des Abendmahls. München: C.H. Beck, 2018, ISBN 978-3-406-70055-2.
- mit Wolfram Pyta: Die Heilige Allianz. Entstehung – Wirkung – Rezeption.  Kohlhammer, Stuttgart 2018, ISBN 978-3-17-035284-1.
- Christus (m/w/d) – Eine Geschlechtergeschichte. München: C.H. Beck, 2024, ISBN 978-3-406-82237-7.